# Egami Namio
Egami Namio (japanisch 江上 波夫; * 6. November 1906, Präfektur Yamaguchi; † 11. November 2002) war ein japanischer Archäologe und Historiker für ostasiatische Geschichte. Sein jüngerer Bruder war der Biochemiker Egami Fujio (1910–1982). Egami ist vor allem für die sogenannte „Reitervolk-Theorie“ (騎馬民族征服王朝説), Kiba minzoku seifuku ōchōsetsu, „Theorie von der Reitervolkerorberung und -dynastie“ bekannt, die er 1948 anlässlich des Symposiums „Ursprünge der Kultur des japanischen Volkes und die Formation des japanischen Staats“ (日本民族＝文化の源流と日本国家の形成) vorstellte.

## Leben
Egami besuchte die Urawa-Oberschule (旧制浦和高等学校), studierte an der Universität Tokyo im Fachbereich Literatur, wo er 1930 das Studium mit einer Arbeit zur ostasiatischen Geschichte abschloss. Von 1935 bis 1941 nahm er an Ausgrabungen im Olun Sum, in der Inneren Mongolei teil, wo man Hinterlassenschaften des Nestorianismus, katholischer Kirchen und buddhistische Dokumente fand.
Von 1948 an unterrichtete er am Forschungsinstitut für fernöstliche Kultur der Universität Toyko, dem er von 1962 an auch als Leiter vorstand. Ein Jahr nach seiner Emeritierung im Jahr 1967 erhielt er den Mainichi-Kulturpreis, 1969 dann den Verdienstorden am violetten Band. Von 1975 an leitete er das „Ancient Orient Museum“ in Toshima. 1983 wurde Egami als Person mit besonderen kulturellen Verdiensten geehrt, 1991 erhielt er zudem den japanischen Kulturorden. Egami stiftete der Stadt Yokohama  ca. 2500 Dokumenten zur Ethnologie, Archäologie, Geschichte und Kunst und ca. 25.000 Fachbücher, die den Grundstock für das 2003 eröffnete „Museum für eurasische Kultur Yokohama“ (横浜ユーラシア文化館) bildeten.

## Reitervolk-Hypothese (Überblick)
Die Reitervolk-Hypothese besagt, dass in der Mitte der Kofun-Zeit, etwa von der zweiten Hälfte des 4. bis ins 5. Jahrhundert n. Chr., ein Reitervolk auf dem Festland von Norden aus bis nach Korea vordrang, nach Japan übersetzte und aufgrund ihrer überlegenen Reiterei das japanische Volk der Wa unter ihre Herrschaft zwang. In der Nachkriegszeit hatte die japanische Archäologie insbesondere in Ost-Japan eine Vielzahl von Pferdebestattungen und als Grabbeigaben Pferdegeschirre und -zubehör gefunden. Diese Funde, die ins 5. Jahrhundert n. Chr. datiert wurden, traten mehr oder minder plötzlich und ohne Kontinuität zur frühen Kofun-Zeit auf. Sie besaßen eindeutig dieselben Merkmale wie gleichartige Fundstücke in Korea. Das Auftreten dieser Funde und die damit verbundene Entwicklung von Herstellungstechnologien konnten nicht widerspruchsfrei erklärt und in den historischen Kontext eingebettet werden. Im Gesamtzusammenhang mit der Frage nach der Ethnogenese des japanischen Volkes versuchte Egami mit der Reitervolk-Theorie diese Erklärungslücke zu schließen.
Die Einrichtung eines einheitlichen Staates in Japan, des Yamato-Reiches, zwischen dem 4. und 5. Jahrhundert, ging einher mit der Eroberung des südlichen Teils der koreanischen Halbinsel und mit der Errichtung einer Herrschaft durch ein aus dem Flussbecken des Sònghuājiāng (jap. 松花江, Shōkakō), Mandschurei, stammenden Reitervolkes aus Buyeo. Dieses Reitervolk drang von Norden her in den ländlich geprägten Süden nach Goguryeo vor, nannte sich selbst Buyeo und errichtete im Süden das Jin-Reich (jap. 辰国, shinkoku), daneben bestanden auf der koreanischen Halbinsel nur noch Baekje und als japanischer Stützpunkt Mimana; dieses Reitervolk überquerte das Japanische Meer über die Inseln Tsushima und Ikinoshima, landete in Kyūshū und unterwarf es, sodass mit Mimana ein „Vereinigtes japanisch-koreanisches Königreich“ (倭韓連合王国) entstand. Dieses breitete sich zu Beginn des 5. Jahrhunderts in die Region Kinai und bis Ōsaka aus, errichtete dort in Gemeinschaftsarbeit mit Adelsfamilien des Yamato-Reichs riesige Hügelgräber und den Yamato-Kaiserhof.
Viele weitere Ausgrabungen in Korea und Japan sowie die voranschreitende Typologisierung und Erforschung der Funde ließen in der Gegenwart ein detaillierteres Bild der historisch-politischen Gesamtsituation zu, in der die Reitervolk-Theorie jedoch an Erklärungskraft und Plausibilität zunehmend verlor. Sie gilt daher heute als weitgehend widerlegt, sorgt bisweilen jedoch noch immer für wissenschaftliche Dispute.

## Werke (Auswahl)
- mit Sh. Fukai und S. Masuda: Dailaman, II. The Excavations at Noruzmahale and Khoramrud 1960 (= The Tokyo University Iraq-Iran Archaeological Expeditions. Report 7). Tokyo 1966.
- 騎馬民族国家 (etwa: Der Reitervolkstaat), Chūōkōronsha, 1967.
- 幻人詩抄, Genjin Shishō, Seikai Bunkasha, 1975, Gedichtanthologie.
- 江上波夫著作集 (etwa: Egami Namio Gesammelte Werke), 12 Bände, Heibonsha, 1984–86.
- オロン・スム遺跡調査日記 (etwa: Tagebuch der Ausgrabungen in Olon Sum), Yamagawa Suppansha, 2005.